# Plaça del Molí (Girona)
La Plaça del Molí és una plaça pública del municipi de Girona inclosa en l'Inventari del Patrimoni Arquitectònic de Catalunya. La darrera plaça que hom en carrer Santa Clara en direcció al Pont de Pedra és la del Molí. Ocupa un espai molt reduït en forma de triangle i no hi ha cap arquitectura destacable. En els nostres dies el lloc ha esdevingut l'encreuament viari entre el carrer del Perill i el de Santa Clara.

## Història
Antigament rebia el nom de placeta del Mercadal Baix i comptava amb un conjunt de molins, segurament fariners, que es movien impulsats per la força hidràulica de la séquia Monar. L'any 1358 el rei va establir el Monar reial i els seus molins a Berenguer Sa Riera, Guillem Banyoles, Ramon Vengut, Miquel Truiàs i Bonamat Llémana. Pocs anys abans, el 1353, s'esmenta l'existència d'un escorxador públic com a límit d'una casa que tenia al sud la de Ramon Vengut. Es tractava, doncs, d'una de les zones més actives de la Girona baixmedieval.
Sabem també que per la banda de sol ixent la plaça comunicava per un camí o carrer amb el llit de l'Onyar, i per mitjà d'un pont o unes palanques, s'anava al portal d'en Bonaventura, al carrer d'Abeuradors i, finalment, a la Plaça del Vi. Més tard aquell camí fou convertit en un portal que, per oposició amb el d'enfront, es batejà amb el nom del Portal de Malaventura.
En èpoques més immediates la Plaça seguia mantenint un marcat caràcter industrial. Així l'any 1883 l'enginyer Narcís Xifra hi instal·lava una petita central, base energètica per dur a terme un dels primers assaigs d'enllumenat elèctric que van tenir lloc al nostre país. Hom la conceptua com la central municipal més antiga d'Espanya, i després d'un període d'abandó, l'any 1986 s'agençà per tal de destinar-la novament a la producció d'electricitat tot aprofitant el cabal de la séquia Monar.